# Neyyattinkara
Neyyattinkara là một thành phố và khu đô thị của quận Thiruvananthapuram thuộc bang Kerala, Ấn Độ.

## Địa lý
Neyyattinkara có vị trí 8°24′B 77°05′Đ / 8,4°B 77,08°Đ Nó có độ cao trung bình là 26 mét (85 feet).

## Nhân khẩu
Theo điều tra dân số năm 2001 của Ấn Độ, Neyyattinkara có dân số 69.435 người. Phái nam chiếm 49% tổng số dân và phái nữ chiếm 51%. Neyyattinkara có tỷ lệ 82% biết đọc biết viết, cao hơn tỷ lệ trung bình toàn quốc là 59,5%: tỷ lệ cho phái nam là 84%, và tỷ lệ cho phái nữ là 80%. Tại Neyyattinkara, 10% dân số nhỏ hơn 6 tuổi.